# Wald-Wiesenvögelchen
Das Wald-Wiesenvögelchen (Coenonympha hero) ist ein Schmetterling (Tagfalter) aus der Familie der Edelfalter (Nymphalidae). Das Artepitheton ist der Priesterin Hero aus der griechischen Mythologie gewidmet.

## Merkmale

### Falter
Die Falter erreichen eine Flügelspannweite von 24 bis 34 Millimetern. Sie haben dunkelbraune Flügeloberseiten, die mit sechs schwarzen, weiß gekernten und rötlich braun umringten Augenflecken nahe dem Hinterflügelrand versehen sind. Diese scheinen auch auf die hellbraunen Unterseiten durch und werden von einer schmalen, gezackten weißen Binde nach innen begrenzt.

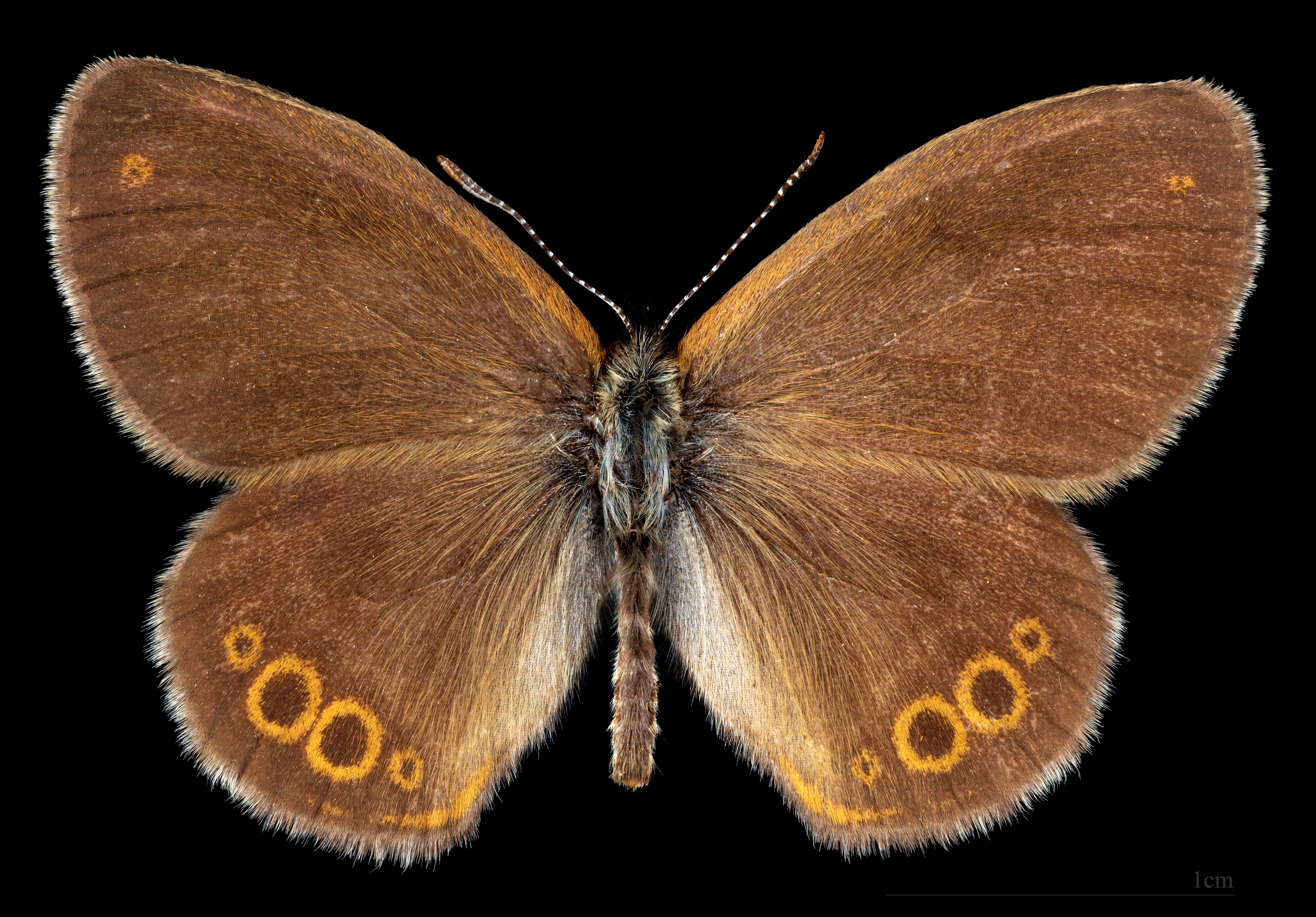
Coenonympha hero ♂
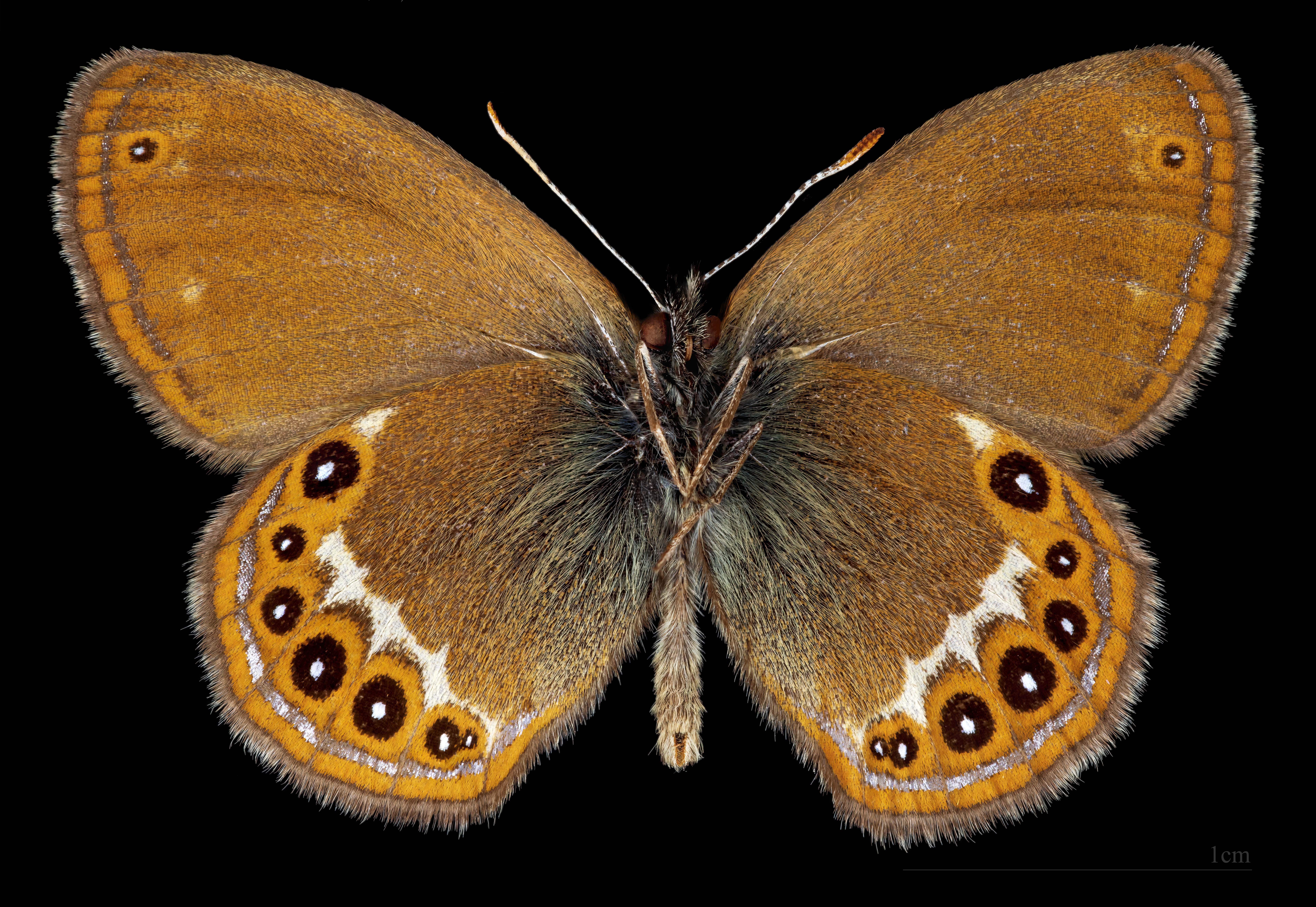
Coenonympha hero ♂△

### Ei
Das Ei ist blaugrün gefärbt, oben und unten etwas abgeplattet und mit undeutlichen Längsrippen versehen.

### Raupe
Ausgewachsene Raupen haben eine hellgrüne Farbe und besitzen eine dunkle, hell gesäumte Rückenlinie sowie gelbliche Seitenstreifen.

### Puppe
Die Puppen sind hellgrün bis blaugrün gefärbt und zeigen an den Seiten je ein bis zwei dünne dunkle Längsstreifen. Sie sind als Stürzpuppe ausgebildet.

### Ähnliche Arten
Die etwa gleich großen Arten
- Kleines Wiesenvögelchen (Coenonympha pamphilus),
- Alpen-Wiesenvögelchen (Coenonympha gardetta),
- Rotbraunes Wiesenvögelchen (Coenonympha glycerion) und
- Weißbindiges Wiesenvögelchen (Coenonympha arcania)

unterscheiden sich durch die gelbbraune bis rötlich braune Farbe der Flügeloberseiten. Außerdem ist die weiße Binde auf der Hinterflügelunterseite meist breiter als bei Coenonympha hero.
Dem auf den Flügeloberseiten dunkelbraun gefärbten Stromtal-Wiesenvögelchen (Coenonympha oedippus) fehlt die weiße Binde auf der Hinterflügelunterseite.

## Verbreitung und Lebensraum
Das Wald-Wiesenvögelchen ist von Westeuropa ostwärts durch die gemäßigte Zone bis Ostasien (Japan und Korea) lokal verbreitet. Die Art kommt im nördlichen Alpenvorland in Höhenlagen bis etwa 1300 Metern vor. Sie lebt bevorzugt auf Moorwiesen, feuchten Waldwiesen und in Flussauen.

## Unterarten
Neben der in Mitteleuropa vorkommenden Nominatform Coenonympha hero hero werden folgende Unterarten unterschieden:
- Coenonympha hero coreana Matsumura, 1927, Korea
- Coenonympha hero latefasciata Matsumura, 1925, Kunaschir
- Coenonympha hero perseis Lederer, 1853, Asien bis zum Pazifik
- Coenonympha hero pilwonis Matsumura, 1925, Sachalin
- Coenonympha hero sabaeus Fabricius, 1775, Osteuropa, Ural, Westsibirien

## Lebensweise
Die Falter fliegen in einer Generation, überwiegend im Mai und Juni. Sie wurden nur äußerst selten saugend an Blüten beobachtet und ruhen gerne mit zusammengeklappten Flügeln auf den Blättern von niedrigen Büschen. Die Raupen schlüpfen im Juli aus den Eiern, überwintern und verpuppen sich im Mai des folgenden Jahres. Ihre
Nahrungspflanzen sind Reitgräser (Calamagrotis) sowie Schwingel- (Festuca), Schmielen- (Deschampsia) und Seggenarten (Carex).

## Gefährdung
Das Wald-Wiesenvögelchen ist in den deutschen Bundesländern aufgrund der Trockenlegung vieler ursprünglicher Lebensräume sehr selten geworden und gilt in einigen Regionen als ausgestorben, dementsprechend wird es auf der Roten Liste gefährdeter Arten in Kategorie 1 („vom Aussterben bedroht“) bzw. Kategorie 0 („ausgestorben oder verschollen“) geführt. Lediglich in Baden-Württemberg wird es in Kategorie 2 („stark gefährdet“) eingestuft.